# 以純

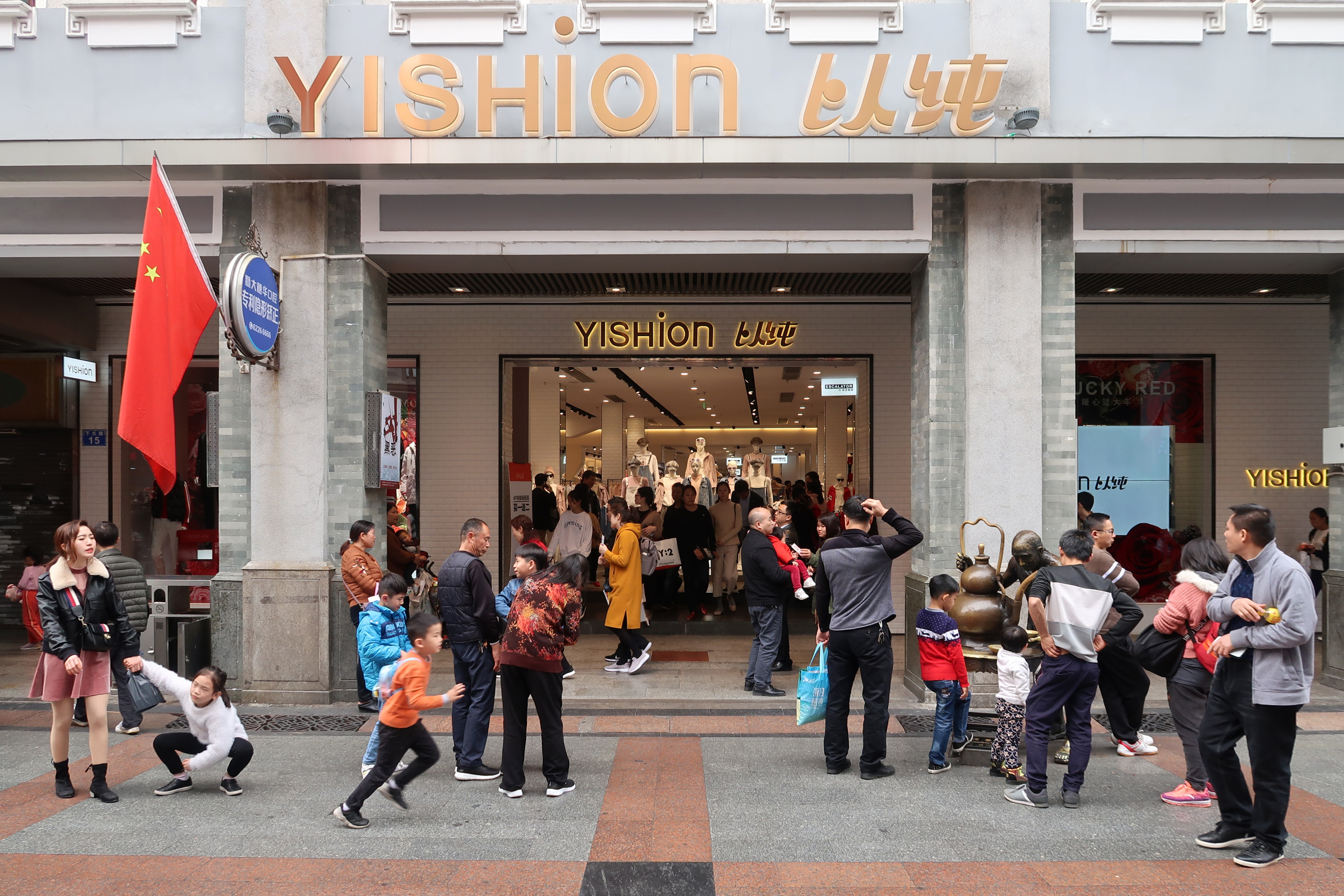
以純在廣州市上下九步行街的門市

以純（英語：Yishion），是廣東省東莞市東越服裝有限公司旗下品牌，公司成立於1997年，以設計，生產，銷售男女休閒類服飾及童裝為主。以純為中國國內知名休閒服裝品牌之一，在中國獲頒“中國名牌”及“中國馳名商標”。

## 分店
以純發展至今已在中國二十多個省市擁有超過3，000家專賣店，同時產品透過批發、零售及特許經營權授權等途徑滲透至香港、巴林、伊朗、約旦、科威特、馬來西亞、阿曼、卡塔爾、沙特阿拉伯及越南市場。

## 外部連結
- 以純中國官方網站